# Llista de monuments de Valls
Llista de monuments de Valls inclosos en l'Inventari del Patrimoni Arquitectònic Català per al municipi de Valls (Alt Camp). Inclou els inscrits en el Registre de Béns Culturals d'Interès Nacional (BCIN) amb la classificació de monuments històrics, els Béns Culturals d'Interès Local (BCIL) de caràcter immoble i la resta de béns arquitectònics integrants del patrimoni cultural català.
A causa de l'extensió dels elements inventariats, la llista se subdivideix en dues àrees:
- Llista de monuments de Valls (nucli) que inclou el nucli antic i els ravals.
- Llista de monuments de Valls (perifèria) que inclou els nuclis de Picamoixons, Masmolets i Fontscaldes més els disseminats.